# Circuit Franco-Belge 2001
Il Circuit Franco-Belge 2001, sessantatreesima edizione della corsa, si svolse dal 27 al 30 settembre 2001 su un percorso di 718 km ripartiti in 4 tappe, con partenza da Mouscron e arrivo a Tournai. Fu vinto dal belga Chris Peers della Cofidis davanti al francese Jacky Durand e all'olandese Remco van der Ven.

## Tappe
| Tappa  | Data         | Percorso                    | km  | Vincitore di tappa | Leader cl. generale |
| ------ | ------------ | --------------------------- | --- | ------------------ | ------------------- |
| 1ª     | 27 settembre | Mouscron > Mont-de-l'Enclus | 174 | Chris Peers        | Chris Peers         |
| 2ª     | 28 settembre | Bray-Dunes > Komen          | 186 | Bart Voskamp       | Chris Peers         |
| 3ª     | 29 settembre | Bondues > Hérinnes          | 184 | Niko Eeckhout      | Chris Peers         |
| 4ª     | 30 settembre | Leuze-en-Hainaut > Tournai  | 174 | Jeremy Hunt        | Chris Peers         |
| Totale | Totale       | Totale                      | 718 |                    |                     |

## Dettagli delle tappe

### 1ª tappa
- 27 settembre: Mouscron > Mont-de-l'Enclus – 174 km

| Pos. | Corridore        | Squadra      | Tempo    |
| ---- | ---------------- | ------------ | -------- |
| 1    | Chris Peers      | Cofidis      | 4h04'30" |
| 2    | Jurgen Guns      | Vlaanderen   | s.t.     |
| 3    | Thierry Marichal | Lotto-Adecco | a 6"     |

| Pos. | Corridore        | Squadra      | Tempo    |
| ---- | ---------------- | ------------ | -------- |
| 1    | Chris Peers      | Cofidis      | 4h04'19" |
| 2    | Jurgen Guns      | Vlaanderen   | a 5"     |
| 3    | Thierry Marichal | Lotto-Adecco | a 13"    |

### 2ª tappa
- 28 settembre: Bray-Dunes > Komen – 186 km

| Pos. | Corridore       | Squadra         | Tempo    |
| ---- | --------------- | --------------- | -------- |
| 1    | Bart Voskamp    | Bankgiroloterij | 4h22'30" |
| 2    | Wim Vansevenant | Mercury         | a 1"     |
| 3    | Jeremy Hunt     | Big Mat         | a 1'11"  |

| Pos. | Corridore        | Squadra      | Tempo    |
| ---- | ---------------- | ------------ | -------- |
| 1    | Chris Peers      | Cofidis      | 8h28'00" |
| 2    | Jurgen Guns      | Vlaanderen   | a 5"     |
| 3    | Thierry Marichal | Lotto-Adecco | a 13"    |

### 3ª tappa
- 29 settembre: Bondues > Hérinnes – 184 km

| Pos. | Corridore     | Squadra       | Tempo    |
| ---- | ------------- | ------------- | -------- |
| 1    | Niko Eeckhout | Lotto-Adecco  | 4h08'53" |
| 2    | Jeremy Hunt   | Big Mat       | s.t.     |
| 3    | Nicola Loda   | Fassa Bortolo | s.t.     |

| Pos. | Corridore         | Squadra         | Tempo     |
| ---- | ----------------- | --------------- | --------- |
| 1    | Chris Peers       | Cofidis         | 12h36'53" |
| 2    | Jacky Durand      | FDJ             | a 16"     |
| 3    | Remco van der Ven | Bankgiroloterij | a 2'58"   |

### 4ª tappa
- 30 settembre: Leuze-en-Hainaut > Tournai – 174 km

| Pos. | Corridore         | Squadra    | Tempo    |
| ---- | ----------------- | ---------- | -------- |
| 1    | Jeremy Hunt       | Big Mat    | 4h23'20" |
| 2    | Aurélien Clerc    | Post Swiss | s.t.     |
| 3    | Peter Van Petegem | Collstrop  | s.t.     |

| Pos. | Corridore         | Squadra         | Tempo     |
| ---- | ----------------- | --------------- | --------- |
| 1    | Chris Peers       | Cofidis         | 17h00'13" |
| 2    | Jacky Durand      | FDJ             | a 16"     |
| 3    | Remco van der Ven | Bankgiroloterij | a 2'55"   |

## Classifiche finali

### Classifica generale
| Pos. | Corridore         | Squadra                 | Tempo     |
| ---- | ----------------- | ----------------------- | --------- |
| 1    | Chris Peers       | Cofidis                 | 17h00'13" |
| 2    | Jacky Durand      | FDJ                     | a 16"     |
| 3    | Remco van der Ven | Bankgiroloterij-Batavus | a 2'55"   |
| 4    | Paul Van Hyfte    | Lotto-Adecco            | a 2'58"   |
| 5    | Kristof Trouvé    | Collstrop-Palmans       | s.t.      |
| 6    | Mathew Hayman     | Rabobank                | a 3'02"   |
| 7    | Sylvain Chavanel  | Bonjour                 | a 3'08"   |
| 8    | Christophe Kern   | Bonjour                 | a 3'10"   |
| 9    | Michael Rogers    | Mapei-Quick Step        | a 3'19"   |
| 10   | Alexander Chouffe | Big Mat-Auber 93        | a 6'18"   |